# جاك ليزاوير
بالإنكليزية Jack Jonathan Lissauer وهو فلكي أمريكي يعمل في مركز آميس التابع لوكالة ناسا منذ 1996
نال شهادة الدكتوراة في الرياضيات من جامعة كاليفورنيا، بركلي سنة 1982
اهتماماته البحثية الرئيسية في تشكيل أنظمة الكواكب وديناميك الكواكب ونظرية الشواش وحلقات الكواكب وأقراص الكواكب الأولية
اكتشف مع مارك شوالتر قمري كيوبيد وماب.